# Thyriodes
Thyriodes é um gênero de traça pertencente à família Arctiidae.